# Anna Palm
- För Palm de Rosa se Anna Palm de Rosa

Anna Martina Palm född 14 juli 1881 i Arvika församling, död 14 augusti 1963 i Stockholm, var en svensk småskollärare och målare och skulptör.
Hon var dotter till målarmästaren Nils Gustav Palm och Cajsa Andersdotter. 
Palm studerade skulptur för Christian Eriksson i Arvika 1916 och 1918, för Anders Bundgaard i Köpenhamn 1917 samt för Emile-Antoine Bourdelle vid Académie de la Grande Chaumière i Paris 1920. Året därefter reste hon till Italien där hon stannade i Rom till 1926. Under tiden i Italien utförde hon en porträttbyst av Benito Mussolini som ställdes ut på Biennalen i Rom 1926. Bland hennes övriga porträttbyster från italienåren märks porträtten av Roberto Farinacci, P. Cawendich och Frida Rusti. Sina italienår skildrade hon i boken Bland bönder och grevar i Italien, som utgavs 1933. Hon har medverkat i utställningar tillsammans med Sveriges Allmänna Konstförening och Föreningen Svenska Konstnärinnor, en av dem på Liljevalchs konsthall, de två andra i Karlstad och Gävle samt Värmländska konstnärer i Karlstad 1927. Hennes stora staty Psyke, tänkt för Örebro simhall, kom aldrig på plats. Några av hennes verk visades på Rackstadmuseets utställning Kvinnorna sommaren 1996.
Hennes arbeten förutom porträttbyster och figurkompositioner består i gravreliefer, porträtt i olja och landskapsmålningar. 
Anna Palm testamenterade sin kvarlåtenskap bestående av ett tjugotal skulpturer och ett fyrtiotal målningar till Arvika stad. De är utplacerade i Arvika stadsbibliotek, kommunhus och skolor. Hon är även representerad med ett porträtt av Ellen Hagen i Gävle museum  och med en liten bordsfontän i Värmlands museum, Karlstad samt vid Hallands kulturhistoriska museum  och
Göteborgs stadsmuseum